# Giuseppe Terragni

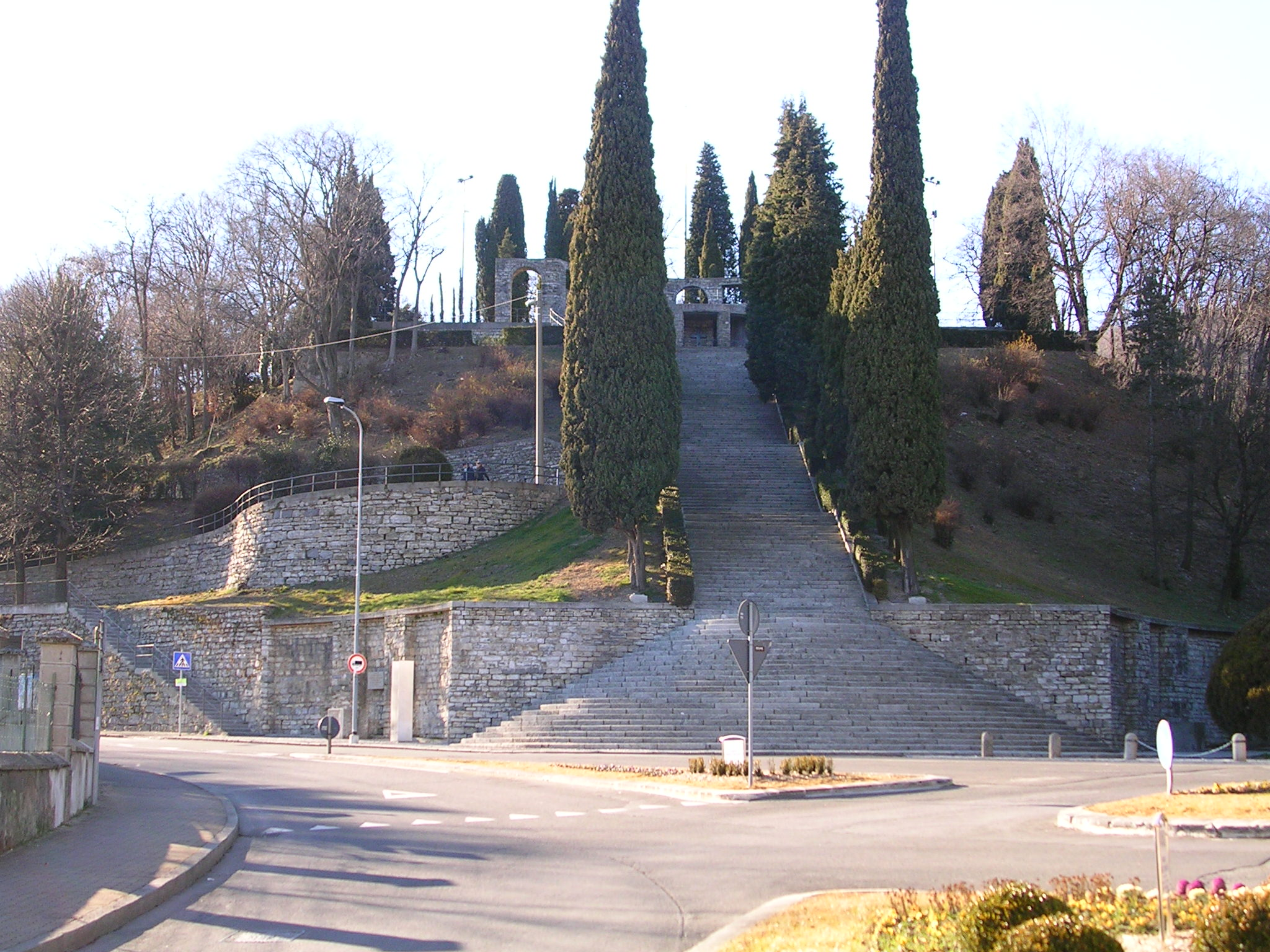
Tượng đài kỉ niệm những người chết trong Thế chiến thứ nhất

Giuseppe Terragni (1904 tại Meda, Como – 1943) là một kiến trúc sư người Ý. làm việc dưới thời chính quyền phát xít của Benito Mussolini. Ông là người tiên phong của Kiến trúc Hiện đại Ý và thuộc trường phái Duy lý Ý. Bị ảnh hưởng bởi các Trường phái Duy lý, Chủ nghĩa Tương lai và Chủ nghĩa Cấu trúc, các công trình của Terragni là một sự kết hợp của đặc và rỗng với một vẻ đẹp thuần khiết.

Ngôi nhà bên hồ Como cho một nghệ sĩ của Nhóm 7, người chiến thắng tại Triển lãm V Triennale Milano

Một trong số những công trình nổi tiếng của ông là Trụ sở đảng Phát xít (Casa del Fascio) ở Como, một thị trấn ở miền bắc nước Ý. Công trình được xây dựng từ năm 1932 cho đến năm 1936. Công trình này gợi lại hình thức sân trong của các cung điện kiến trúc Phục Hưng, Ý, các cửa sổ được tính toán theo các tỉ lệ trong lý thuyết kiến trúc của Hy Lạp và La mã cổ đại. Theo Terragni, truyền thống là nguồn cung cấp những ý tưởng hoàn hảo cho kiến trúc Hiện đại mới, tuy nhiên, điều đó phải bộc lộ qua những vật liệu và công nghệ xây dựng của thời đại.
Giuseppe Terragni chết vì bị thương ở Mặt trận phía Đông với quân đội Liên Xô trong Thế chiến thứ hai.

## Công trình quan trọng
- Novocomum tại Como (1929)
- Tượng đài kỉ niệm những người chết trong Thế chiến thứ nhất tại Erba (Como) (1930)
- Trụ sở đảng Phát xít tại Como (1932-1936)
- Biệt thự Rustici tại Milano (1933-1935)
- Trụ sở đảng Phát xít tại Lissone, nay là Cung điện Terragni (1938-40)
- Chung cư Giuliani-Frigerio tại Como (1939-1940)
- Vườn trẻ tại Como (1937)